# 密爾瓦基釀酒人 (1886年—1892年)
密爾瓦基釀酒人（英語：Milwaukee Brewers），有時稱為奶油（Creams）、奶油城，是1886年至1892年間存在的美國棒球隊。他們多半屬於小聯盟球隊，但是在1891年短暫附屬於美國協會（大聯盟系統）。

## 球隊戰績
| 球季   | 聯盟     | 層級     | 總教練      | 戰績 | 排名   | 備註     |
| ------ | -------- | -------- | ----------- | ---- | ------ | -------- |
| 1886年 | 東北聯盟 | —        | 泰德·蘇利文 | .449 | 第六名 | :146     |
| 1887年 | 東北聯盟 | —        | 吉姆·哈特   | .645 | 第二名 | :148–149 |
| 1888年 | 西部協會 | 小聯盟1A | 吉姆·哈特   | .495 | 第五名 | :152     |
| 1889年 | 西部協會 | —        | 埃茲拉·薩頓 | .479 | 第五名 | :154     |
| 1890年 | 西部協會 | 獨立聯盟 | 查理·卡許曼 | .618 | 第三名 | :158     |
| 1891年 | 西部協會 | —        | 查理·卡許曼 | .615 | 第五名 | :159     |
| 1891年 | 美國協會 | MLB      | 查理·卡許曼 | .583 | 第五名 | :159     |
| 1892年 | 西部聯盟 | 小聯盟1A | 比利·巴恩尼 | .604 | 第二名 | :162     |

## 大聯盟歷史
1891年8月17日，辛辛那提凱利殺手隊離開美國協會，因此釀酒人遞補進入。他們在美協拿下21勝15敗，他們的主場是波切爾特球場。
球季結束後，4支美協球隊跳槽加入國家聯盟，剩餘的球隊也離開美協，導致美協就此解散。釀酒人則加入新創立的小聯盟西部聯盟，但隔年便宣告解散。

## 註解
1. ↑  但此球隊不是1860年代的密爾瓦基奶油城（英语：Cream Citys），也不是1889年－1913年的密爾瓦基奶油（英语：Milwaukee Creams）